# AIK Ishockey
AIK Ishockey – szwedzki klub hokejowy z siedzibą w Solnie.

## Historia
W 1891 założono w Sztokholmie klub macierzysty, do dziś istniejący AIK Solna. W 1921 utworzono w nim sekcję hokeja na lodzie. W 1937 klub przeniósł się do Solny.
W latach 2005–2010 drużyna występowała w drugiej klasie rozgrywkowej w Szwecji – Allsvenskan. W listopadzie 2009 klub wyraził chęć gry w międzynarodowych rozgrywkach KHL począwszy od sezonu 2010/11. Ostateczna decyzja uzależniona była od wypełnienia wymagać finansowych oraz wyrażenia zgody przez szwedzką federację, która jednakże odmówiła klubowi AIK uczestnictwa w tej lidze. W 2010 klub awansował do rozgrywek Elitserien. W sezonie 2010/2011 drużyna awansowała do fazy play-off z ósmego miejsca i w ćwierćfinale sensacyjnie pokonała najlepszą drużynę rundy zasadniczej HV 71 Jönköping 4:0, zaś w półfinale uległa w takim samym stosunku Färjestads BK. W kolejnym sezonie 2011/2012 klub ponownie awansował do play-off, tym razem z siódmej pozycji i znów dokonał sensacji wygrywając w ćwierćfinale z mistrzem sezonu regularnego, Luleå HF (4:1). W półfinale uległ Skellefteå AIK dopiero po siedmiu meczach (3:4). Od czerwca 2013 klub miał trzech głównych trenerów. Po sezonie Svenska hockeyligan (2013/2014) AIK został zdegradowany do Allsvenskan.

## Sukcesy

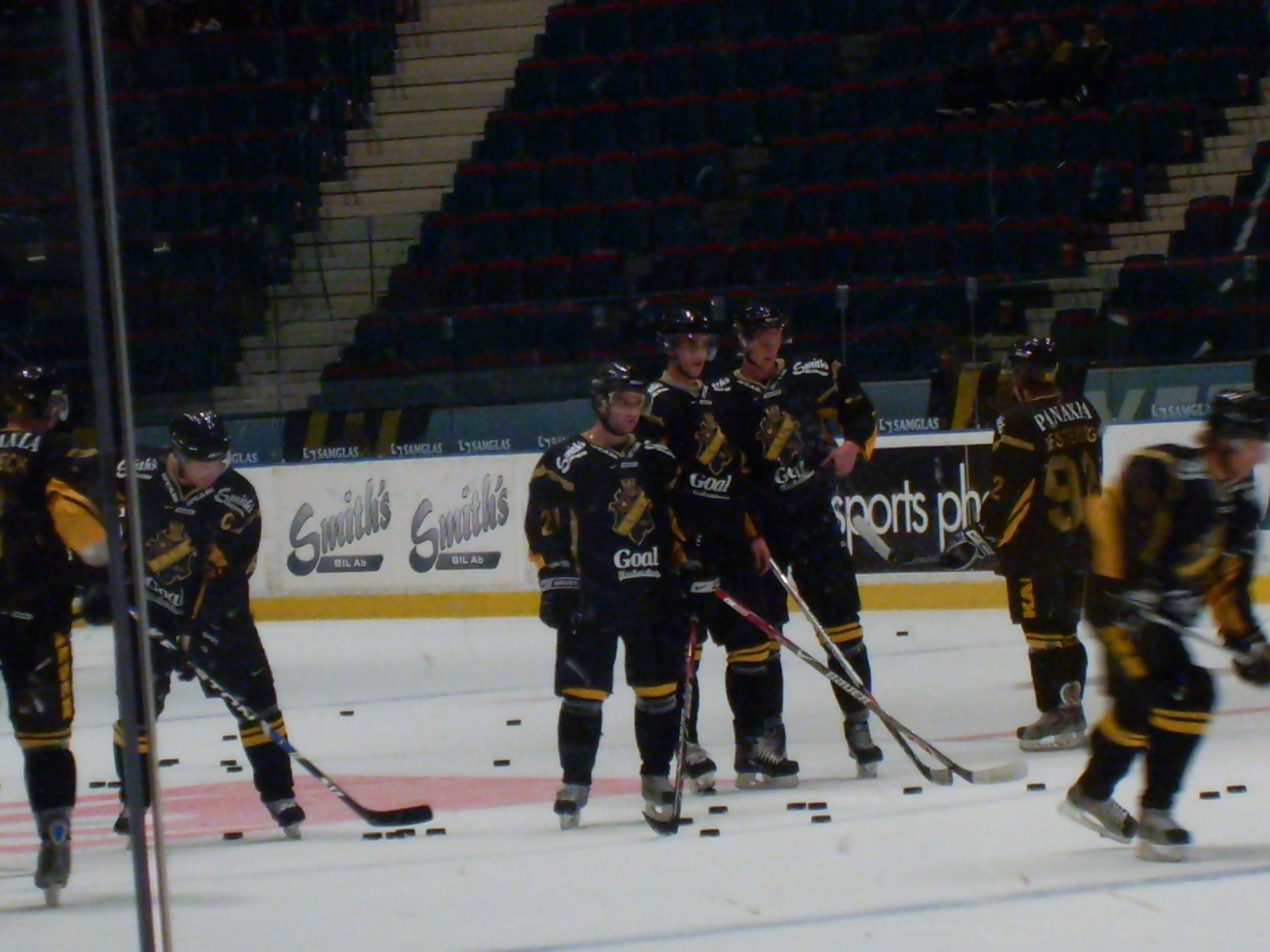
Zawodnicy AIK

- Złoty medal mistrzostw Szwecji (7 razy): 1934, 1935, 1938, 1946, 1947, 1982, 1984
- Srebrny medal mistrzostw Szwecji (6 razy): 1930, 1936, 1940, 1968, 1978, 1981
- Złoty medal Allsvenskan (3 razy): 1987, 1994, 2010
- Złoty medal Division 1: 2005
- Awans do Allsvenskan: 2005

## Zawodnicy
W przeszłości zawodnikami AIK byli m.in. Börje Salming, bramkarze szwedzcy Jonas Gustavsson, Viktor Fasth, fińscy Niklas Bäckström, Miikka Kiprusoff oraz Czech Jan Novák, Kanadyjczyk Raymond Giroux i Michael Nylander.